# 一味唐辛子

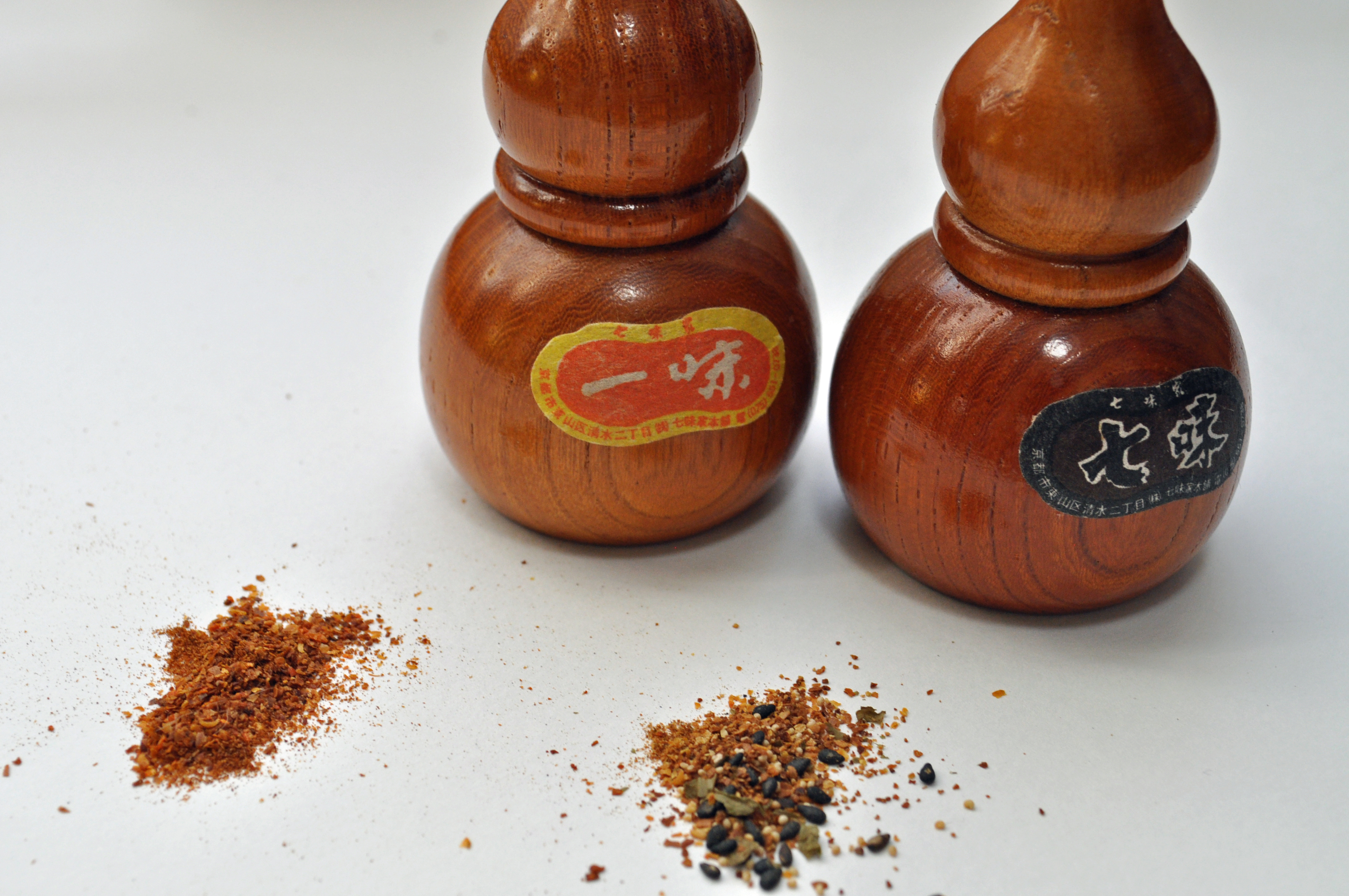
七味唐辛子と一味唐辛子

一味唐辛子（いちみとうがらし）は、乾燥させたトウガラシの実をすりつぶして粉末にした調味料。料理の辛味付けに用いられる。「一味」ともいう。東京では「大辛」（おおがら、おおから、おおっから）とも呼ばれる。
七味唐辛子（しちみとうがらし）はこれをベースに山椒などのほかの香辛料を混ぜて作られたもので、どちらもうどんやそば、味噌ラーメンなどの薬味として使われる。七味唐辛子に対して唐辛子のみで構成されていることから「一味」の名がついた、いわゆるレトロニムである。

## 虫害
唐辛子を好むジンサンシバンムシやノシメマダラメイガの幼虫などによって虫害にあうことがある。褐色になることもある。

## 保存場所
開封後は吸湿、虫害を防ぐために冷暗所で保存する。